# روبرت هال (مهندس معماري)
روبرت هال (بالإنجليزية: Robert Hull)‏ هو مهندس معماري أمريكي، ولد في 1945 في إفراتا في الولايات المتحدة، وتوفي في 7 أبريل 2014 في بورت إليزابيث في جنوب أفريقيا.